# Torta curicana
La torta curicana es uno de los pasteles típicos y representativos de la repostería de Chile, particularmente de la ciudad de Curicó, en la Región del Maule.
Se elaboran en diversos tamaños y sabores —alcayota, manjar, lúcuma, almendras, nuez, manjar con naranja y almendra con nuez—. Su auge se explica por la distancia y tiempo que tomaba el tren desde Santiago al sur siendo la ciudad de Curicó la apropiada para tomar un tentempié.

## Historia

### sigloXIX
En 1870, Cristobalina Montero comenzó con la producción de tortas y pasteles tradicionales chilenos. En 1877, cuando se inauguró el tramo ferroviario de Santiago hacia el sur de Chile, Montero inició en la estación la venta de tortas y pasteles, una de ellas bautizada como torta curicana. Ese mismo año, se inauguró el nuevo tramo del ferrocarril desde Curicó al sur, y aparecieron las primeras «palomitas» comercializando los productos de Montero.
En 1891 se abrieron los registros del comercio en Chile y se registró la empresa como Cristobalina Montero y Cia Ltda.

### sigloXX
En 1906, la fábrica se trasladó desde la calle Villota a la calle Arturo Prat bajo el número 659, lugar donde se encuentra hasta hoy. En 1922, Cristobalina Montero falleció, quedando la empresa en manos de su hijo Héctor Gálvez.
Durante la depresión de los años 1930, la empresa logró mantenerse gracias al esfuerzo de Hortensia Rubio, esposa de Héctor Gálvez, quien subía al tren y hacía el recorrido desde Rancagua hasta Chillán ofreciendo la línea de productos Montero. Fue ella quien reflotó la empresa, y desde la década de 1940 hasta la construcción de la carretera 5 sur, continuó con la venta de productos Montero en las estaciones de ferrocarriles.
Tras el fallecimiento de Hortensia Rubio, la fábrica quedó en manos de sus cuatro hijos. Una de ellos, María Inés Gálvez Rubio, siguió adelante con el negocio e impulsó la venta de productos en la carretera 5 sur.
En 1950, la empresa incorporó nuevas líneas de productos y comenzó la fabricación y venta de galletas, confites, bombones, mazapanes, helados, fruta confitada y adornos de torta, todos ellos realizados con recetas celosamente guardadas de generación en generación.
En 1954, María Inés Gálvez contrajo matrimonio con Edmundo Asenjo Broquin, con quien se hizo cargo de la empresa. Con la muerte de María Inés Gálvez en 1985, la empresa perdió a quien fuera su pilar fundamental durante las últimas décadas. Años después falleció su esposo Edmundo y el negocio continuó a cargo de sus cinco hijos: María Isabel, María Luz, Edmundo, Juan Pablo y Juan Carlos Asenjo Gálvez.
En 1995, la empresa Tortas curicanas Montero ingresó a El libro Guinness de los récords al elaborar la torta más grande del mundo; el postre midió 10 metros de diámetro, 50 centímetros de alto y tuvo un peso de 23 000 kilos.

### sigloXXI
En 2002, la empresa sufrió una crisis que obligó a la familia a vender parte importante de sus activos a un holding del sector, el que se encarga de mantener la tradición hasta hoy.

## Exportación
En la ciudad de Seúl, capital de Corea del Sur, el 10 de abril de 2008, se inició la «semana de Chile en Asia», teniendo como objetivo colocar en el mercado, productos agropecuarios, cosméticos, forestales, pesqueros, medioambientales y vitivinícolas, entre otros. La muestra se inauguró con la «semana gastronómica», sirviendo entre otros platillos, la torta curicana con salsa de lúcuma.